# Saison 1943-1944 de la LNH
Saison précédente Saison suivante
La saison 1943-1944 est la 27e saison régulière de la Ligue nationale de hockey. Six équipes ont joué chacune 50 matchs. 

## Saison régulière

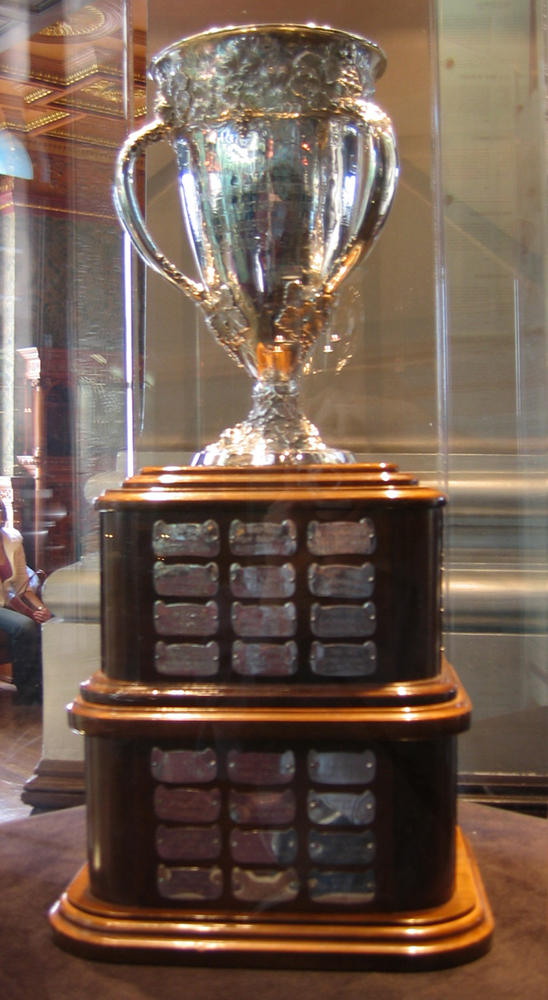
Trophée Calder

À la mémoire de Frank Calder mort le 4 février 1943, la ligue crée un nouveau trophée pour le Trophée Calder qui est remis à la meilleure recrue de la LNH. Cette récompense qui est décernée depuis 1933, possède maintenant un trophée spécifique permanent alors que Frank Calder en achetait un nouveau chaque année.
Bill Durnan le gardien de but des Canadiens de Montréal devient le meilleur gardien de la saison et gagne le Trophée Vézina même si de nombreux obstacles se dressent sur le chemin de la signature du gardien. En effet, ce dernier connaissant sa valeur demande une somme astronomique qui n'est finalement acceptée qu'à la veille du premier match de la saison. Les Canadiens ne concèdent alors que cinq défaites sur toute la saison et Durnan devient le meilleur gardien de la Ligue.
La « Punch Line » fait encore une fois des merveilles même si Joe Benoit est parti pour la Seconde Guerre mondiale et est remplacé par Maurice Richard. Celui-ci atteint les 32 buts et est surnommé par ses coéquipiers « La roquette » (the Rocket).

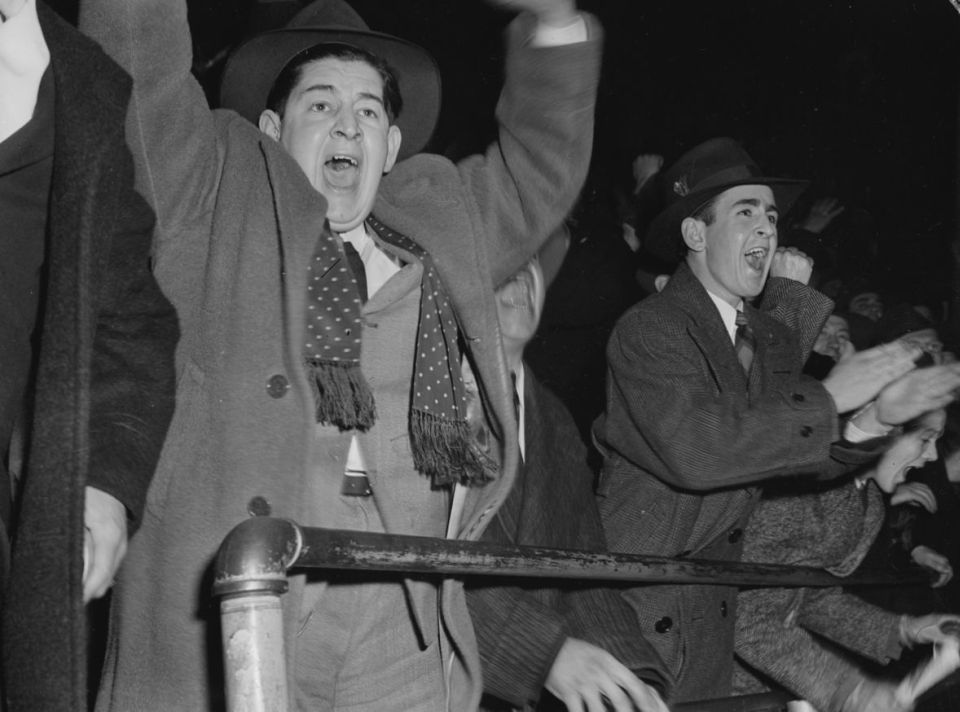
Des partisans des Canadiens réagissent avec enthousiasme lors d'un match opposant les Montréalais aux Red Wings de Détroit, le 11 mars 1944, au Forum de Montréal.

Paul Bibeault, ancien gardien de Montréal, rentre au pays après la guerre trouve alors sa place prise par Dunan. Cependant, les Canadiens passent un accord pour le faire jouer avec les Maple Leafs de Toronto qui finissent à la 3e de la Ligue. Il termine cette saison avec cinq blanchissages. L'attaque des Maple Leafs est menée par Gus Bodnar dans sa première saison en LNH et il remporte le Trophée Calder. C'est la première saison qu'une franchise le remporte deux années consécutives.
De nombreux joueurs des Rangers partent de la franchise : Clint Smith, Lynn Patrick, Phil Watson et Alf Pike. La situation était tellement désespérée que l'entraîneur Frank Boucher est contraint de rechausser les patins. Malgré tout, les Rangers encaissent 310 buts en 50 matchs pour Ken McAuley ce qui représente une moyenne de 6,20 buts par match. Un soir que l'entraîneur des Rangers est absent pour cause de décès familial, Patrick prend la direction de l'équipe qui perd 15-0 contre les Red Wings de Détroit. Un autre soir Syd Howe, inscrit six buts à lui tout seul dans une nouvelle défaite 12 à 2 des Rangers. Au cours de cette saison noire pour la franchise, ils ne réussissent à gagner que 6 matchs et finissent à 26 points des Bruins de Boston.
Pour les Black Hawks de Chicago, la saison commence avec un gardien remplaçant mais le directeur général Bill Tobin prend rapidement la décision d'aller rechercher l'ancien gardien envoyé en 1940 ligue mineure : Mike Karakas. Ce dernier est à la hauteur de l'attente et permet aux Black Hawks d'accéder aux séries éliminatoires.
Après 36 matchs, les Bruins de Boston doivent se séparer de leur attaquant vedette Bill Cowley sur une blessure alors qu'il était sur le point d'établir un record pour le nombre de buts inscrits : il avait alors déjà inscris 30 buts et 41 passes décisives. C'est finalement son coéquipier Herb Cain qui finit premier du classement avec 82 points (36 buts et 46 passes en 48 matchs pour seulement 4 minutes de pénalités reçues).

### Classement final
Les quatre premières équipes sont qualifiées pour les séries éliminatoires.
| Clt   | Équipe                 | PJ | V  | D  | N | BP  | BC  | Pts |
| ----- | ---------------------- | -- | -- | -- | - | --- | --- | --- |
| +001, | Canadiens de Montréal  | 50 | 38 | 5  | 7 | 234 | 109 | 83  |
| +002, | Red Wings de Détroit   | 50 | 26 | 18 | 6 | 214 | 177 | 58  |
| +003, | Maple Leafs de Toronto | 50 | 23 | 23 | 4 | 214 | 174 | 50  |
| +004, | Black Hawks de Chicago | 50 | 22 | 23 | 5 | 178 | 187 | 49  |
| +005, | Bruins de Boston       | 50 | 19 | 26 | 5 | 223 | 268 | 43  |
| +006, | Rangers de New York    | 50 | 6  | 39 | 5 | 162 | 310 | 17  |

- Vainqueur du trophée Prince de Galles
- Qualifié pour les séries éliminatoires

### Meilleurs pointeurs
| Joueur        | Équipe   | PJ | B  | A  | Pts | Pun |
| ------------- | -------- | -- | -- | -- | --- | --- |
| Herb Cain     | Boston   | 48 | 36 | 46 | 82  | 4   |
| Doug Bentley  | Chicago  | 50 | 38 | 39 | 77  | 22  |
| Lorne Carr    | Toronto  | 50 | 36 | 38 | 74  | 9   |
| Carl Liscombe | Détroit  | 50 | 36 | 37 | 73  | 17  |
| Elmer Lach    | Montréal | 48 | 24 | 48 | 72  | 23  |

## Séries éliminatoires de la Coupe Stanley

### Tableau
|  | Demi-finales              | Demi-finales              |          |   | Finale              | Finale              |
|  | Demi-finales              | Demi-finales              |          |   | Finale              | Finale              |
|  |                           |                           |          |   |                     |                     |
|  | 21, 23, 25, 28 et 30 mars | 21, 23, 25, 28 et 30 mars |          |   | 4, 6, 9 et 13 avril | 4, 6, 9 et 13 avril |
|  | 21, 23, 25, 28 et 30 mars | 21, 23, 25, 28 et 30 mars |          |   | 4, 6, 9 et 13 avril | 4, 6, 9 et 13 avril |
|  | Montréal                  | 4                         |          |   | 4, 6, 9 et 13 avril | 4, 6, 9 et 13 avril |
|  | Montréal                  | 4                         |          |   | 4, 6, 9 et 13 avril | 4, 6, 9 et 13 avril |
|  | Toronto                   | 1                         |          |   | 4, 6, 9 et 13 avril | 4, 6, 9 et 13 avril |
|  | Toronto                   | 1                         | Montréal | 4 |                     |                     |
|  | 21, 23, 26, 28 et 30 mars |                           | Montréal | 4 |                     |                     |
|  |                           | Chicago                   | 0        |   |                     |                     |
|  | Détroit                   | Chicago                   | 0        | 1 |                     |                     |
|  | Détroit                   |                           |          | 1 |                     |                     |
|  | Chicago                   | 4                         |          |   |                     |                     |
|  | Chicago                   | 4                         |          |   |                     |                     |

### Finale
Montréal gagne la série 4 matchs à 0 et la Coupe Stanley.
| 4 avril 1944 | Canadiens de Montréal | 5-1 (1-0, 2-1, 2-0) | Black Hawks de Chicago | Forum de Montréal |

| Feuille de match | Feuille de match | Feuille de match        | Feuille de match                        | Feuille de match                   |
| ---------------- | --- | ----------------------- | --------------------------------------- | ---------------------------------- |
|                  | Watson — 8 min 37 s Blake (Lach, Richard) — 26 min 35 s Getliffe (Heffernan, O'Connor) — 30 min 58 s Chamberlain (Watson, Bouchard) — 44 min 45 s Getliffe — 58 min 7 s | 1-0 2-0 2-1 3-1 4-1 5-1 | Smith (Bentley, Mosienko) — 30 min 11 s | Arbitrage : Clancy Primeau, Mepham |
| Durnan           | Gardiens | Karakas                 |                                         | Arbitrage : Clancy Primeau, Mepham |
|                  | |                         |                                         | Arbitrage : Clancy Primeau, Mepham |
|                  | |                         |                                         | Arbitrage : Clancy Primeau, Mepham |

| 6 avril 1944 | Black Hawks de Chicago | 1-3 (0-0, 0-1, 1-2) | Canadiens de Montréal | Stadium de Chicago 16 003 spectateurs |

| Feuille de match | Feuille de match                   | Feuille de match | Feuille de match                                                                              | Feuille de match |
| ---------------- | ---------------------------------- | ---------------- | --------------------------------------------------------------------------------------------- | ---------------- |
|                  | Harms (Allen, Smith) — 19 min 50 s | 0-1 0-2 0-3 1-3  | Richard (Lach, Blake) — 33 min Richard (lamoureux) — 52 min 16 s Richard (Lach) — 15 min 33 s |                  |
| Karakas          | Gardiens                           | Durnan           |                                                                                               |                  |
|                  |                                    |                  |                                                                                               |                  |
|                  |                                    |                  |                                                                                               |                  |

| 9 avril 1944 | Black Hawks de Chicago | 2-3 (1-0, 0-1, 1-2) | Canadiens de Montréal | Stadium de Chicago 17 694 spectateurs |

| Feuille de match | Feuille de match                                        | Feuille de match    | Feuille de match                                                                   | Feuille de match                   |
| ---------------- | ------------------------------------------------------- | ------------------- | ---------------------------------------------------------------------------------- | ---------------------------------- |
|                  | Allen (Wiebe) — 5 min 14 s Harm (Johnson) — 44 min 16 s | 1-0 1-1 2-1 2-2 2-3 | Blake (Richard) — 22 min 2 s McMahon — 45 min 47 s Watson (Getliffe) — 46 min 42 s | Arbitrage : Clancy Primeau, Mepham |
| Karakas          | Gardiens                                                | Durnan              |                                                                                    | Arbitrage : Clancy Primeau, Mepham |
|                  |                                                         |                     |                                                                                    | Arbitrage : Clancy Primeau, Mepham |
|                  |                                                         |                     |                                                                                    | Arbitrage : Clancy Primeau, Mepham |

| 13 avril | Canadiens de Montréal | 5-4 (pr) (1-1, 0-3, 3-0, 1-0) | Black Hawks de Chicago | Forum de Montréal |

| Feuille de match | Feuille de match | Feuille de match                    | Feuille de match | Feuille de match                     |
| ---------------- | --- | ----------------------------------- | --- | ------------------------------------ |
|                  | Lach (Blake) — 8 min 48 s Lach (Blake) — 50 min 2 s Richard (Blake) — 56 min 5 s Richard (Blake, Bouchard) — 57 min 20 s Blake (Bouchard) — 69 min 12 s | 0-1 1-1 1-2 1-3 1-4 2-4 3-4 4-4 5-4 | Allen (Dahlstrom) — 5 min 12 s Harms (Dahlstrom, Allen) — 27 min 30 s Allen (Bentley, Smith) — 29 min 12 s Bentley (Smith) — 30 min 9 s | Arbitrage : Chadwick Primeau, Mepham |
| Durnan           | Gardiens | Karakas                             | | Arbitrage : Chadwick Primeau, Mepham |
|                  | |                                     | | Arbitrage : Chadwick Primeau, Mepham |
|                  | |                                     | | Arbitrage : Chadwick Primeau, Mepham |

## Honneurs remis aux joueurs et équipes

### Trophées
| Trophée           | Joueur      | Équipe                 |
| ----------------- | ----------- | ---------------------- |
| Trophée Calder    | Gus Bodnar  | Maple Leafs de Toronto |
| Trophée Hart      | Babe Pratt  | Maple Leafs de Toronto |
| Trophée Lady Byng | Clint Smith | Black Hawks de Chicago |
| Trophée Vézina    | Bill Durnan | Canadiens de Montréal  |

| Trophée                  | Équipe                 |
| ------------------------ | ---------------------- |
| Trophée Prince de Galles | Canadiens de Montréal  |
| Trophée O'Brien          | Black Hawks de Chicago |
| Coupe Stanley            | Canadiens de Montréal  |

### Équipes d'étoiles
| Position       | Première équipe | Première équipe        | Deuxième équipe | Deuxième équipe        |
| Position       | Joueur          | Équipe                 | Joueur          | Équipe                 |
| -------------- | --------------- | ---------------------- | --------------- | ---------------------- |
| Gardien de but | Bill Durnan     | Canadiens de Montréal  | Paul Bibeault   | Maple Leafs de Toronto |
| Défenseur      | Babe Pratt      | Maple Leafs de Toronto | Émile Bouchard  | Canadiens de Montréal  |
| Défenseur      | Earl Seibert    | Black Hawks de Chicago | Dit Clapper     | Bruins de Boston       |
| Ailier gauche  | Doug Bentley    | Black Hawks de Chicago | Herb Cain       | Bruins de Boston       |
| Centre         | Bill Cowley     | Bruins de Boston       | Elmer Lach      | Canadiens de Montréal  |
| Ailier droit   | Lorne Carr      | Maple Leafs de Toronto | Maurice Richard | Canadiens de Montréal  |